# Tommaso Allan
Tommaso Allan (o Tommy Allan; Vicenza, 26 de abril de 1993) es un jugador de rugby italiano que puede jugar de apertura, centro o zaguero, y actualmente juega para el equipo francés USA Perpignan y la selección italiana.

## Primeros años
Tommaso Allan procede de una familia rugbística; tanto su padre, el escocés William Allan, como su madre, la italiana Paola Berlato, jugaron en Italia, mientras que su tío John Allan consiguió 9 con Escocia. Aunque su padre era elegible para representar a Escocia a nivel absoluto, prefirió representar a Italia.

## Carrera
Allan formó parte de la Academia de los London Wasps en 2011 antes de capitanear el equipo de rugby de RGS High Wycombe. Ganó el campeonato provincial sub-19 mientras jugaba para Western Province en Sudáfrica y a finales de su contrato allí, se unió al USA Perpignan.
El 9 de octubre de 2013, Allan fue elegido en el equipo de 35 jugadores preparándose para las series de final del año 2013, lo que llevó a la Scottish Rugby Union a buscar claridad sobre la eligibilidad de Tommaso para jugar con Italia. A pesar de que Allan jugó con Escocia a nivel sub-17, sub-18 y 20, fue elegido para el equipo de Jacques Brunel para los tests de finales de año. Hizo su debut con Italia saliendo del banquillo para marcar frente a Australia en Turín el 9 de noviembre de 2013, en la semana inicial de los tests.
Allan comenzó los primeros tres partidos de Italia del Seis Naciones de 2014 contra Gales, Francia y Escocia.
Allan forma parte del equipo italiano para la Copa mundial de Inglaterra 2015. En el primer partido del campeonato, una derrota frente a Francia, logró puntos con una conversión y un golpe de castigo. En el minuto 78 del partido, salió del partido siendo sustituido por Carlo Canna. En el partido contra Canadá, que terminó con victoria italiana 18-23, Allan consiguió puntos gracias a dos conversiones y tres golpes de castigo. Suyos fueron los únicos puntos que logró Italia en su derrota frente a Irlanda, 16-9, gracias a tres golpes de castigo. Allan anotó un ensayo en la victoria de su equipo sobre Rumanía 32-22, además de convertir tres ensayos y pasar dos golpes de castigo.